# أنجيلا ليندفال
أنجيلا ليندفال (بالإنجليزية: Angela Lindvall) (مواليد 14 يناير 1979) ممثلة وعارضة أزياء أمريكية، شاركت في عدد من الأفلام الناجحة مع أشهر نجوم هوليوود أمثال
كس كس بانغ بانغ عام 2005 مع النجم روبرت داوني جونير وفيلم مكان ما عام 2010 مع الممثل ستيفن دورف،
كما ظهرت في سلسلة هاواي فايف أو الشهيرة مع أليكس أولوغلن، سكوت كان ودانيال داي كيم.
تزوجت أنجيلا ليندفال في عام 2002 شخص يدعي «ووليام إدواردز» وأنجبت منه طفل يدعي «سيباستيان»، لم تدم حياة أنجيلا الزوجية طويلاً حيث انفصلت عن زوجها وليام في يونيو عام 2006.

## روابط خارجية
- أنجيلا ليندفال على موقع IMDb (الإنجليزية)
- أنجيلا ليندفال على موقع روتن توميتوز (الإنجليزية)
- أنجيلا ليندفال على موقع ألو سيني (الفرنسية)
- أنجيلا ليندفال على موقع أول موفي (الإنجليزية)
- أنجيلا ليندفال على موقع قاعدة بيانات الأفلام السويدية (السويدية)
- أنجيلا ليندفال على موقع قاعدة بيانات الفيلم (الإنجليزية)
- أنجيلا ليندفال على موقع كينوبويسك (الروسية)
- أنجيلا ليندفال على موقع دليل عارضات الأزياء (الإنجليزية)